# Histopona sinuata
Histopona sinuata là một loài nhện trong họ Agelenidae.
Loài này thuộc chi Histopona. Histopona sinuata được Wladislaus Kulczynski miêu tả năm 1897.